# Cerkev Notre-Dame-la-Grande
‘’’Notre-Dame la Grande’’’ je rimskokatoliška cerkev v Poitiersu v Franciji. Ima dvojni status, kolegialni in župnijski, in je del katoliške škofije Poitiers. Zahodno pročelje, okrašeno s kipi, je priznano kot mojstrovina romanske verske umetnosti. Stene v notranjosti cerkve so poslikane.

## Zgodovina in arhitektura
Okrožje je bilo poseljeno že v rimskih časih. Starodavne ostanke opečne in klesane kamnite konstrukcije najdemo ob žlebu na severni steni sedanje cerkve.
Cerkev se omenja v 10. stoletju pod imenom Sancta Maria Maior, kar se nanaša na romansko cerkev z istim imenom. Njen položaj poleg palače grofov Poitou-akvitanskih vojvod (sedanja sodna sodišča v Poitiersu) je vsekakor pomemben, saj so bili s političnega vidika škofje Poitouja baroni Poitouja.
Celotna stavba je bila prezidana v drugi polovici 11. stoletja, v obdobju visoke romanike, in jo je leta 1086 slovesno odprl bodoči papež Urban II.
Tloris cerkve je sestavljen iz osrednje ladje s stranskima ladjama v skladu s pogostim tlorisom v romanski arhitekturi Poitouja. Notranjost deluje kot »cerkvena gora« na samo eni ravnini. Banjast obok ima rahlo sploščeno silhueto, medtem ko so ladje pokrite z križnim obokom. Zunaj so bile ladje pokrite s teraso, streha je bila rezervirana za ladjo: tako je bil učinek bazilike v dveh nivojih. Ta silhueta je izginila z gotsko prenovo. Okrog cerkve se je razvil deambulatorij z žarkastimi kapelami, ki so ohranile del poslikave. Kripta iz 11. stoletja, izkopana posteriori pod korom, ohranja tudi freske tega časa. Tloris nima transeptov iz dobrih razlogov: stavbe so bile na severu, glavna ulica pa poteka proti jugu. Na jugu so delno ohranjena romanska vrata. En polomljen konjeniški kip, ki je bil tam najden pred revolucijo, predstavlja Konstantina. Ta kip je bil dvojnik drugega, starejšega kipa, ki so ga uničili hugenoti leta 1562. Ni znano, ali je bila identiteta prvega jezdeca enaka. Za tem kipom, na tleh, je bil v srednjem veku omenjen majhen obok, posvečen sveti Katarini. Zvonik je iz 11. stoletja. Na začetku je bil veliko bolj očiten: prvi nivo danes skrivajo strehe. Stoji na mestu križišča in predstavlja kvadratno osnovo, nato pa nad njo krožno raven strehe, okrašeno s ploščicami. To vrsto strehe, ki je pogosta na jugozahodu, so pogosto posnemali arhitekti 19. stoletja, zlasti Paul Abadie v Angoulêmu, Périgueuxu in Bordeauxu.
V drugi četrtini 12. stoletja so staro verando zvonika, ki je bila na pročelju, odstranili in cerkev proti zahodu povečali za dva razpona. Na jugu stolpič stopnišča označuje mesto te povečave. Takrat je bila zgrajena znamenita fasada.
Na severu je bil v 12. stoletju križni hodnik. Leta 1857 so ga odstranili zaradi gradnje kovinskih trgov. Ostajajo vrata (zazidana). Trije loki, podprti s stebri, podvojenimi s kapiteli z listjem, so bili ponovno nameščeni na dvorišču univerze nasproti, kot tudi steber na vogalu.
V 15. in 16. stoletju so romanski strukturi dodali zasebne oboke. Iz bleščečega gotskega sloga so pripadali družinam srednjega razreda v mestu, ki so bili trgovci od konca srednjega veka. Največjo je na jugu zgradil Yvon Nori, veliki senešal iz Poitouja v 15. stoletju. Njegov grob je bil tam postavljen pred revolucijo.

## Notranja dekoracija
Romanske freske niso ohranjene razen tistih v oboku apside nad korom in v kripti. Nad korom je mogoče videti nenavadno upodobitev apokalipse: Devica z otrokom je prikazana v mandorli, Kristus je v Slavi na oboku, med krogom in kvadratom, nato je prikazano Jagnje božje v krogu. Povsod naokrog pod oboki sedi dvanajst apostolov, kot na pročelju. Umetnostni zgodovinarji menijo, da je ta slika služila kot model za skulpture na pročelju, pri čemer so bila stojišča in kompozicija enaka. V kotih angeli spremljajo duše v raj. V kripti freske prikazujejo anonimne svetnike. Celoten ansambel je obnovil Joly-Leterme leta 1851. Dal je prebarvati stebre in oboke z »romansko-bizantinskimi« motivi, ki so se oddaljili od glavnega vedenja med restavratorji 19. stoletja, vpliva križarskih vojn na romansko umetnost. Fantastične in precej težke slike so bile od takrat kritizirane. Pisatelj Joris-Karl Huysmans jih je imenoval »tetovaže«.
Rezbarije kapitelov so umirjene, uporabljajo stilizirano listje, imenovano feuilles grasses (debeli listi). Samo en kapitel je zgodovinsko ohranjen: v ambulatoriju na južni strani prikazuje vnebohod s Kristusom, ki stoji v mandorli. Kapiteli v koru se zgledujejo po antičnih korintskih kapitelih. Pojavlja se ime »Robertus«, vendar razlog za to ni znan. Na stebrih, v 'combles in na zvoniku so tu in tam vklesani križi. V kapeli svete Ane, imenovani Kapela norca, je najdeno Polaganje v grob, vklesano v kamen in obarvano. Izhaja iz začetka 16. stoletja in izvira iz nekdanjega samostana Trojice.

## Oprema
Cerkev je bila po revoluciji prenovljena. Tako najdemo v 17. stoletju iz lesa izrezljano baročno prižnico, ki izvira iz samostana, dva bronasta bralna pulta iz 16. stoletja. Kip Marijs s ključi je iz konca 16. ali začetka 17. stoletja. Izročilo pravi, da gre za kopijo čudežnega kipa, ki so ga leta 1562 uničili hugenoti. Njegov hieratični, tuj slog v okusu konca 16. stoletja spominja na obdobje romanike. Celoten vitraj je iz 19. in 20. 

## Skulpture zahodne fasade
Adam, Eva in Nebukadnezar II.: nad vrati je mogoče videti ploščo v visokem reliefu: ta ponazarja odlomke iz Svetega pisma. Izbrani prizori, vzeti iz obeh zavez, pripovedujejo o oznanjenju in učlovečenju Boga na zemlji v osebi Jezusa Kristusa za rešitev človeštva. Od leve proti desni lahko vidimo Izvirni greh, babilonskega kralja Nebukadnezarja, preroke Daniela, Mojzesa, Izaijo in Jeremijo. Sledijo Oznanjenje, Jesejevo drevo in Kralj David. Ta prva polovica plošče, ki prikazuje tiste, ki v Stari zavezi napovedujejo prihod Odrešenika, Oznanjenje in prednike Device, prikliče odnos, ki obstaja med Staro in Novo zavezo v krščanski Cerkvi. Na drugi strani vhoda je mogoče videti Obiskovanje, med mestoma Nazaret in Jeruzalem. Mesto Nazaret predstavlja tudi sinagogo, mesto Jeruzalem pa Cerkev: ti so predstavljeni kot srednjeveška mesta. Na teh rezbarijah iz 12. stoletja je prikazan prehod od judovskega zakona k novemu krščanskemu zakonu. Temu prizoru sledita Jezusovo rojstvo in Kopanje otroka (iz apokrifnih knjig). Kopanje otroka vključuje evharistično skodelico in tako predvideva dogodke Kristusovega trpljenja. Sveti Jožef je zmeden zaradi tega, kar je doživel. Pod Jožefom sta predstavljena dva moža, ki se borita (po nedavni študiji je to Jakob, ki se bori z Angelom). Tik zgoraj so v arkadah kipi dvanajstih apostolov in dveh škofov. Po lokalnem izročilu sta škofa sveti Hilarij iz Poitiersa in sveti Martin iz Toursa. Umetnostni zgodovinarji figur raje ne vidijo kot portrete, temveč kot upodobitve škofov kot dedičev apostolov, ki so torej predstavljeni na isti ravni. Stališča so različna: na desni škof opozarja na škofovsko sposobnost škofov iz Poitiersa, baronov iz Poitouja. Na levi nosi škof papeške atribute 12. stoletja (rimski škof, ki spominja na papeško oblast v obdobju gregorijanske reforme). Končno je zgoraj predstavljen drugi advent: Kristus je prikazan stoječ v mandorli, obkrožen s kerubi ter soncem in luno.
Razlikuje se delo iz vsaj dveh različnih kiparskih delavnic: eno z okusom po gibanju in gubah v oblačilih, vidnih na primer v Oznanjenju, in drugo z bolj statičnim slogom, v ravnih odtenkih (prim. Obiskovanje). Skulpture so bile izdelane, preden je bila sestavljena kamnita fasada, kot je razvidno iz zvitka, ki je nepopoln, in nekaj skulptur, ki očitno niso del prvotne zasnove. Na sprednji strani in na figurah so bili sledovi polikromije in naslikani napisi. Najlažje jih vidimo na prizoru Marijinega oznanjenja.
Leta 1562, v času plenjenja Poitiersa, so hugenoti razbili glave osebam, ki so jih imeli za heretike. V 17. stoletju so dejanja trgovcev solinarjev, katerih delavnice so stale nasproti, povzročila nekaj poslabšanja apnenčastega kamna zaradi učinkov soli.
Leta 1992 se je začela obsežna restavratorska dela: kamne so očistili v laboratoriju in jih ponovno vgradili. Slovesna otvoritev obnovljenega pročelja je bila leta 1995. Za to priložnost so umetniki Skertzòja ustvarili spektakel večbarvne osvetlitve (polikromije). Vsak poletni večer ob mraku zahodno pročelje cerkve Notre-Dame-la-Grande osvetli cela paleta barv, ki spominjajo na njeno preteklost in srednjeveško tradicijo poslikave cerkva.

## Legenda o čudežu ključev
Leta 1202 so Angleži oblegali mesto Poitiers. Županov uradnik jim je obljubil, da jim bo mesto izročil na veliko noč, tako da jim bo v zameno za veliko vsoto denarja dal ključe mesta. Ponoči je uradnik šel v županovo sobo, da bi ukradel ključe, vendar so izginili. Na njegovo žalost je tudi župan ugotovil, da so ključi izginili, in bil je prestrašen, ker je ugotovil, da je bila storjena veleizdaja. Tako je zadržal svoje vojake in odšel v cerkev Notre Dame-la-Grande, da bi prosil za čudež. Tam je odkril kip Device Marije, ki drži ključe. Vendar so se Angleži ponoči pod obzidjem, prestrašeni zaradi prikazovanj Device, svetega Hilarija in svete Radegunde, med seboj pobili in zbežali. Ta dogodek je predstavljen v cerkvi, v vitražu iz 19. stoletja in na mizi iz 17. stoletja. Cerkev St-Hilaire-la-Grande iz Poitiersa ohranja tri kamnite kipe (Devica z otrokom, sveti Hilarij in sveta Radegunda), ki so nekoč krasili vrata obrambnega jarka, kraj čudeža. Legenda z zgodovinskega vidika ni verodostojna, saj je leta 1202 Poitou tvoril del angleške vojvodine Akvitanije pod vladavino Henrika II. in Eleonore Akvitanske. Najstarejše poročilo o legendi je mogoče najti v Annals of Aquitaine Jeana Boucheta. Legenda je postala zelo priljubljena, zlasti po prihodu admirala Gasparda II. iz Colignyja leta 1569. Do leta 1887 so meščani Poitiersa to božjo zaščito proslavljali s slovesno procesijo skozi mesto. Sredi cerkve so v 19. stoletju postavili kip Device Marije s ključi.